# Contra Todos
Contra Todos é um filme brasileiro de 2004, do gênero drama, com roteiro(parcial) e direção de Roberto Moreira. Foi a produção brasileira mais premiada em 2004. Produzido por Fernando Meirelles, Roberto Moreira, Andréa Barata Ribeiro, Bel Berlinck e Geórgia Costa Araújo, e a edição é de Mirella Martinelli.  

## Sinopse
Uma família, formada por Cláudia (dona-de-casa), Teodoro (pai de família religioso) e a filha rebelde Soninha, mostra seus valores completamente deteriorados. Tanto Cláudia como Teodoro têm amantes, enquanto Soninha, que tem uma relação difícil com os pais, tem um caso com Waldomiro, um amigo da família que trabalha com Teodoro.
A insatisfação com o casamento, aliada à morte do amante, leva Cláudia a sair de casa. Teodoro, inicialmente perturbado com isso, acaba decidindo sair de casa também e ir morar com sua amante, Thereza, que é muito religiosa.

## Elenco
- Giulio Lopes como Teodoro
- Leona Cavalli como Cláudia
- Sílvia Lourenço como Soninha
- Aílton Graça como Waldomiro
- Martha Meola como Terezinha
- Dionísio Neto como Lindoval
- Paula Pretta como Claudete
- Gustavo Machado como Marcão
- Ismael de Araújo como Júlio
- Waterloo Gregório como Luiz
- Laís Marques como Regina
- Alessandro Azevedo como Tião
- Sérgio Cavalcante
- Elder Fraga

## Produção
Filme de estreia de Roberto Moreira na direção de longa-metragem, todos os atores do elenco de Contra Todos aceitaram participar do projeto sem conhecer o roteiro. Apenas tiveram contato com o texto durante os ensaios das gravações.
O filme é uma produção de Fernando Meirelles, Roberto Moreira, Andréa Barata Ribeiro, Bel Berlinck e Geórgia Costa Araújo. As filmagens ocorreram na Zona Leste de São Paulo. A escolha da locação foi com a intenção de evitar reproduzir uma periferia clichê das demais produções, com fundo barulhento, cheio de crianças e música.
Os planos de gravações ocorreram todos utilizando a câmera na mão. O diretor do filme afirmou que após a conclusão das filmagens ele não tinha ideia de que filme poderia sair como resultado. Também afirma que as cenas fluíram soltas, indo além do que havia imaginado. O próprio final do filme foi totalmente diferente do que o proposto inicialmente. O filme é considerado inovador e experimental por esse fato.

## Lançamento
O filme foi selecionado para o Festival Internacional de Cinema de Berlim, um dos maiores e mais tradicionais eventos cinematográficos do mundo, sendo exibido em fevereiro de 2004. Em seguida, percorreu por diversos festivais de cinema pelo mundo inteiro. Em 11 de abril de 2004 estreou em Hong Kong durante o Hong Kong International Film Festival. No mesmo mês foi lançado em Macau.
Em 30 de abril de 2004 foi lançado na França no Festival de Cinema Brasileiro de Paris. Ao longo do ano de 2004 ainda participou do Cinemanila Film Festival, nas Filipinas, do Chicago International Film Festival, nos Estados Unidos, e do BFI London Film Festival , no Reino Unido.

## Premiações
- Melhor Filme e de Melhor Atriz (Sílvia Lourenço) no Festival do Rio.
- Melhor Diretor (Roberto Moreira), Melhor Ator (Giulio Lopes), Melhor Direção de Arte e Melhor Som no Festival de Audiovisual do Cine PE
- Prêmio Silver Firebird Award for Young Cinema, do Festival Internacional de Cinema de Hong Kong.
- Melhor Atriz (Sílvia Lourenço) no Festival latino-americano de Trieste.
- Melhor Ator (Giulio Lopes - Troféu Calunga) no 8º Cine PE.
- Melhor Ator (Ailton Graça) no Festival de Cinema Luso-Brasileiro de Santa Maria, em Portugal.